# Cylindrepomus spinosus
Cylindrepomus spinosus är en skalbaggsart som beskrevs av Hüdepohl 1990. Cylindrepomus spinosus ingår i släktet Cylindrepomus och familjen långhorningar. Inga underarter finns listade i Catalogue of Life.